# Bliesbruck
Bliesbruck (deutsch Bliesbrücken) ist eine französische Gemeinde mit 976 Einwohnern (Stand 1. Januar 2022) im Département Moselle in der Region Grand Est (bis 2015 Lothringen).

## Geografie
Die Gemeinde Bliesbruck liegt beiderseits der Blies an der Grenze zum Saarland, etwa zehn Kilometer östlich von Saargemünd. Zur Gemeinde gehört der Ortsteil Hermeskappel.
Nachbargemeinden von Bliesbruck sind Gersheim (Saarland) im Norden, Obergailbach im Osten, Gros-Réderching im Südosten, Wœlfling-lès-Sarreguemines im Süden, Wiesviller im Südwesten, Blies-Ébersing im Westen sowie Mandelbachtal (Saarland) im Nordwesten.

## Geschichte
Vor der Gründung des Ortes bestand von 40/50 – 450 n. Chr. nördlich des späteren Dorfes eine römische Kleinstadt (vicus), deren Überreste seit 1971 ausgegraben werden. Der antike Name der Siedlung ist bislang unbekannt. Die Ruinen sind heute in den Parc Archéologique Européen/Europäischen Kulturpark Bliesbruck-Reinheim eingebunden.
Hinweise auf eine Gründung des Dorfes im Frühmittelalter (6./7. Jh.) liefern merowingerzeitliche Gräber.
Im Mittelalter gehörte Bliesbrücken zum Besitz der Grafen von Blieskastel. 1781 übergab Graf Philipp Franz von der Leyen den Ort an Frankreich.
Nach dem Deutsch-Französischen Krieg 1871 wurde Elsaß-Lothringen und damit auch Bliesbrücken dem Deutschen Reich einverleibt, ehe die Gebiete nach dem Ersten Weltkrieg wieder Frankreich angegliedert wurden.
Im Zweiten Weltkrieg wurde der Grenzort stark zerstört. Danach verlagerte sich der Dorfmittelpunkt auf die linke Bliesseite. Die zerstörte alte Kirche wurde abgerissen und durch einen Neubau auf dem gegenüberliegenden Ufer ersetzt.

### Bevölkerungsentwicklung
| Jahr      | 1962 | 1968 | 1975 | 1982 | 1990 | 1999 | 2007 | 2019 |
| Einwohner | 903  | 918  | 867  | 965  | 915  | 984  | 1017 | 1010 |

## Sehenswürdigkeiten
- Parc Archéologique Européen/Europäischer Kulturpark Bliesbruck-Reinheim. Der grenzüberschreitende Archäologiepark erstreckt sich auf rund 70 ha Fläche zwischen den Orten Bliesbruck (F) und Reinheim (D) und zeigt die konservierten Mauerreste einer Kleinstadt und herrschaftlichen Villa aus römischer Zeit sowie ein rekonstruiertes Fürstinnengrab aus keltischer Zeit. Des Weiteren beherbergt der Park diverse Ausstellungsgebäude.

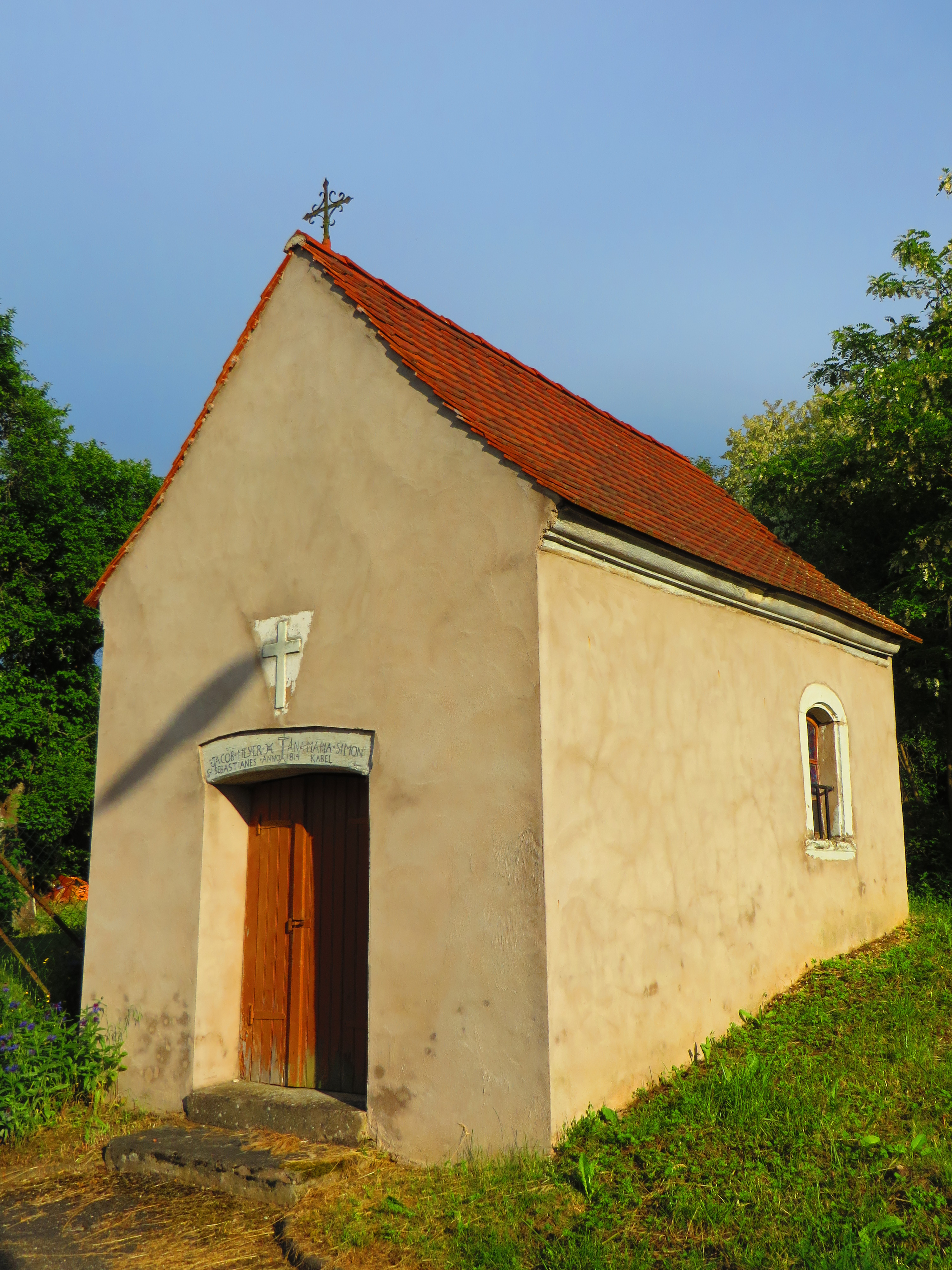
Kapelle St. Sebastian
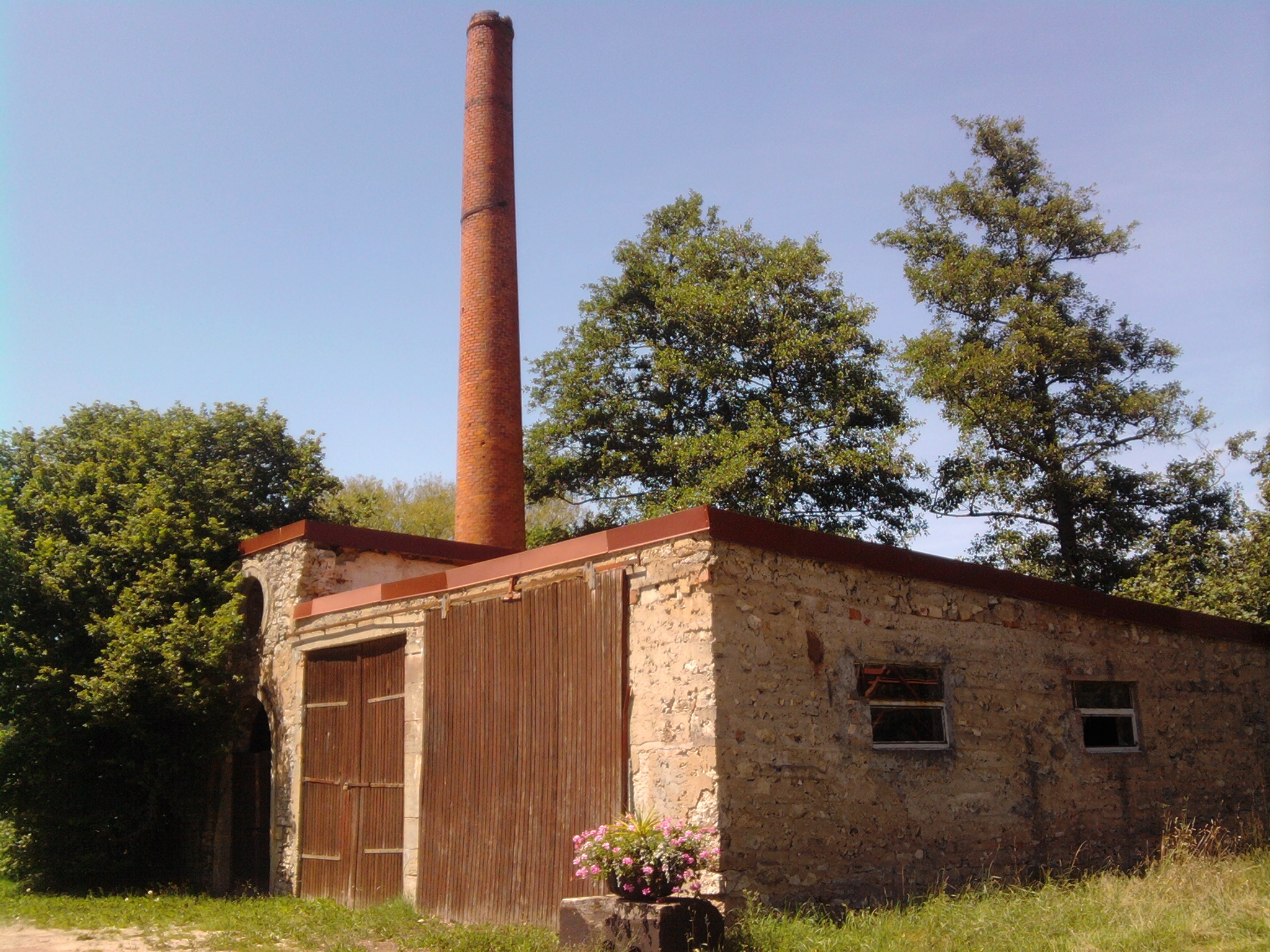
Ehemalige Wassermühle
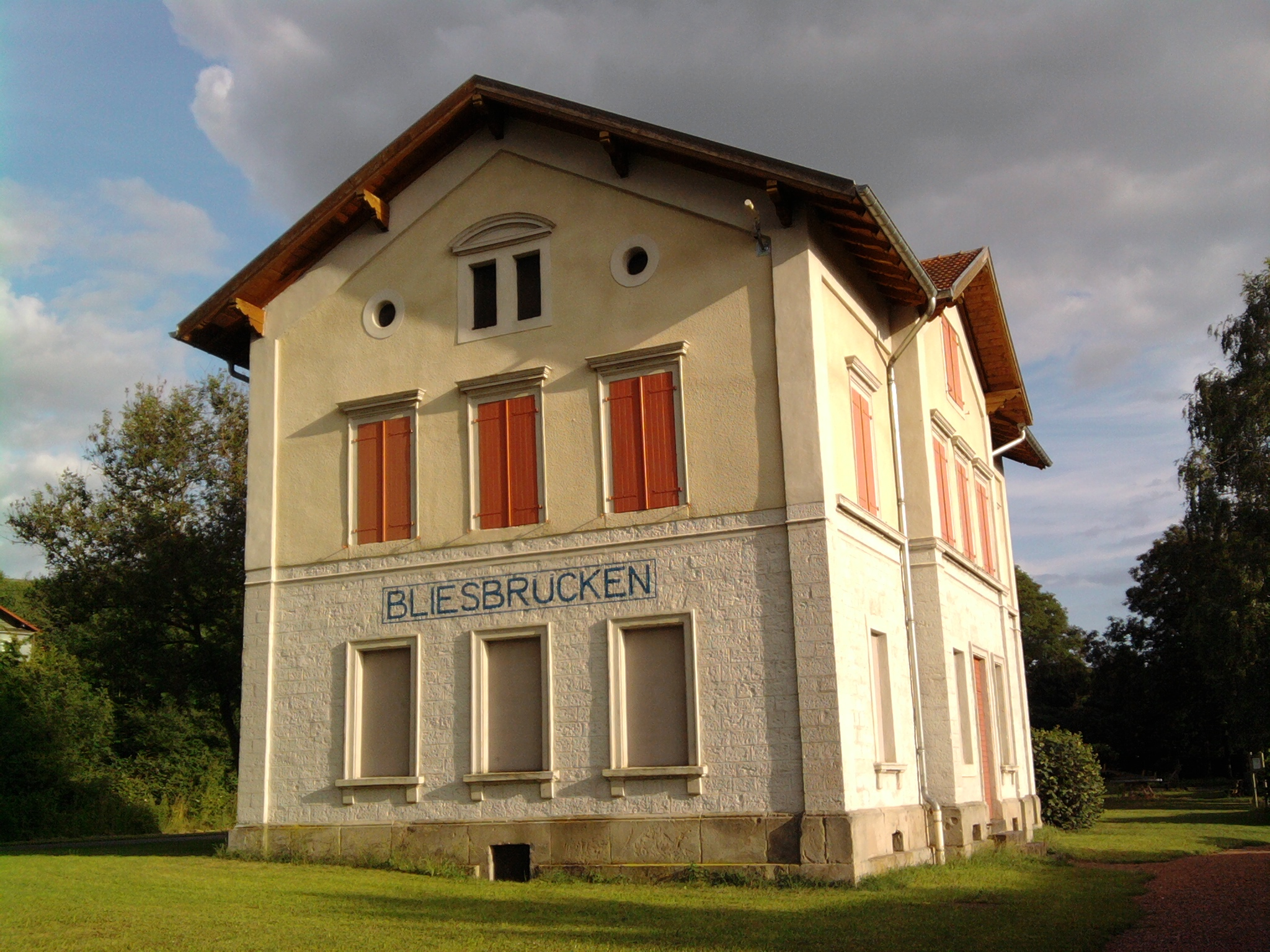
Ehemaliges Bahnhofsgebäude

- Kapelle St. Sebastian
- Ehemalige Wassermühle
- Ehemaliges Bahnhofsgebäude